# جون فليتشير داربي
جون فليتشير داربي هو محامي وسياسي أمريكي، ولد في 10 ديسمبر 1803 في مقاطعة بيرسون في الولايات المتحدة، وتوفي في 11 مايو 1882 في بيندلتون في الولايات المتحدة. نشط حزبياً في حزب اليمين. وقد انتخب عضو مجلس النواب الأمريكي ‏.